# Tommi Evilä

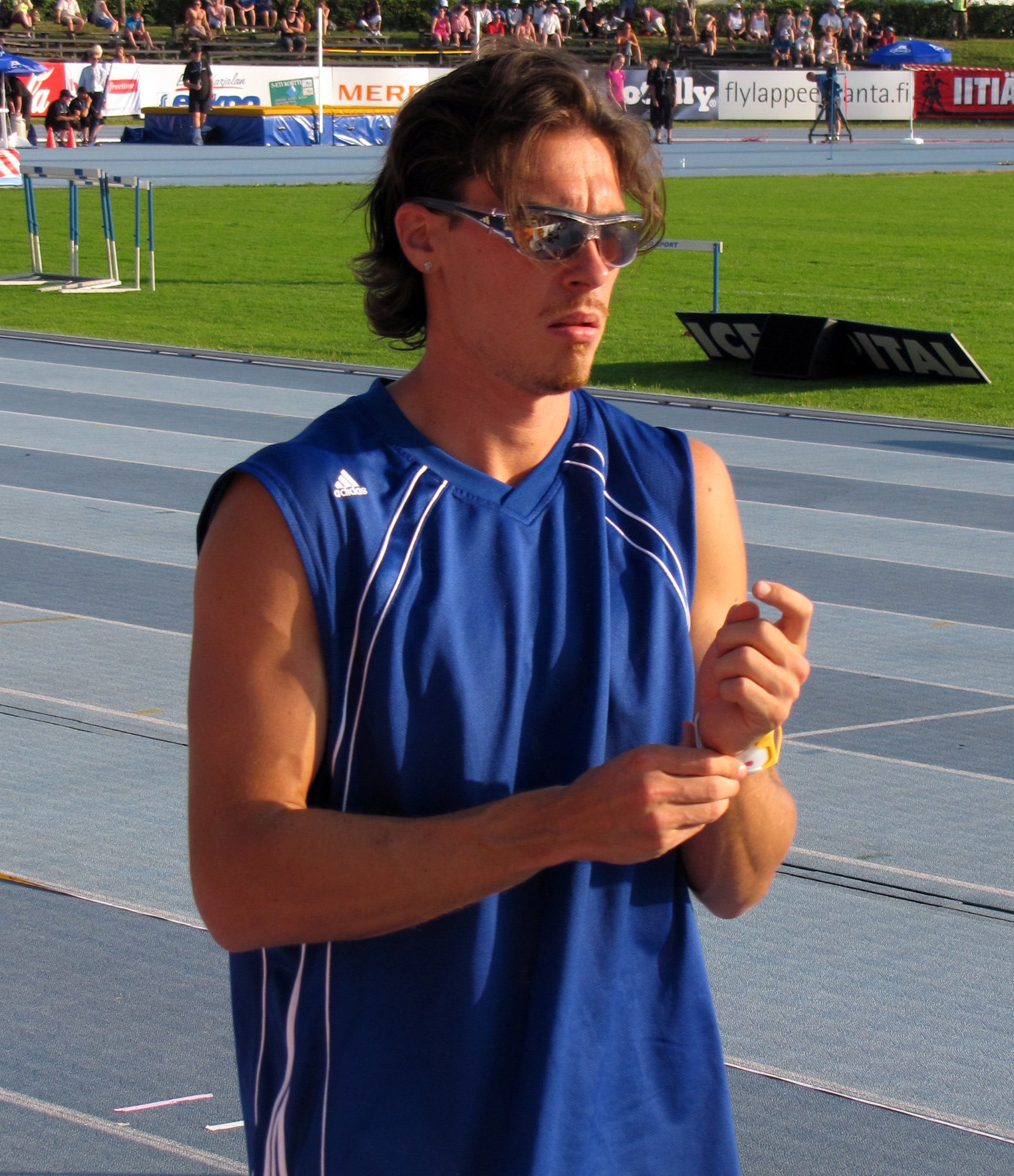
Tommi Evilä bei den Lappeenranta Games, Finnland, 2010

Jaakko Tommi Kristian Evilä (* 6. April 1980 in Tampere) ist ein 1,94 m großer finnischer Weitspringer. Bei den Weltmeisterschaften 2005 in Helsinki gewann er die Bronzemedaille in dieser Disziplin.
Am 12. August 2005 erzielte er in der Weitsprung-Qualifikation mit 8,18 m seine damalige persönliche Bestleistung und brach damit den 39 Jahre alten finnischen Rekord (8,16 m) von Rainer Stenius (1966) und Jarmo Kärnä (1989). Im Finale am Tag darauf landete er bei einer Weite von 8,25 m, allerdings mit zu viel Rückenwind, so dass ein neuer Rekord nicht anerkannt werden konnte. Evilä gewann die Bronzemedaille mit einem Zentimeter Vorsprung vor dem Spanier Joan Lino Martínez, musste sich aber Dwight Phillips (8,60 m) aus den USA und dem Ghanaer Ignisious Gaisah (8,34 m) geschlagen geben. Es war die erste Medaille im Weitsprung bei Leichtathletik-Weltmeisterschaften für Finnland.
2007 sprang er beim Finnkampen 8,41 m, die jedoch wiederum wegen zu viel Rückenwindes nicht anerkannt wurden. Erst am 28. Juni 2008 konnte er beim Finnkampen den finnischen Rekord auf 8,22 m erhöhen.